# Palazzo San Giacomo (Vicenza)
Palazzo San Giacomo è un edificio situato nel centro storico di Vicenza, in angolo tra contrà Riale e stradella San Giacomo. A suo tempo sede del convento seicentesco dei padri Somaschi, dal 1910 è la sede principale della Biblioteca Civica Bertoliana.

## Storia

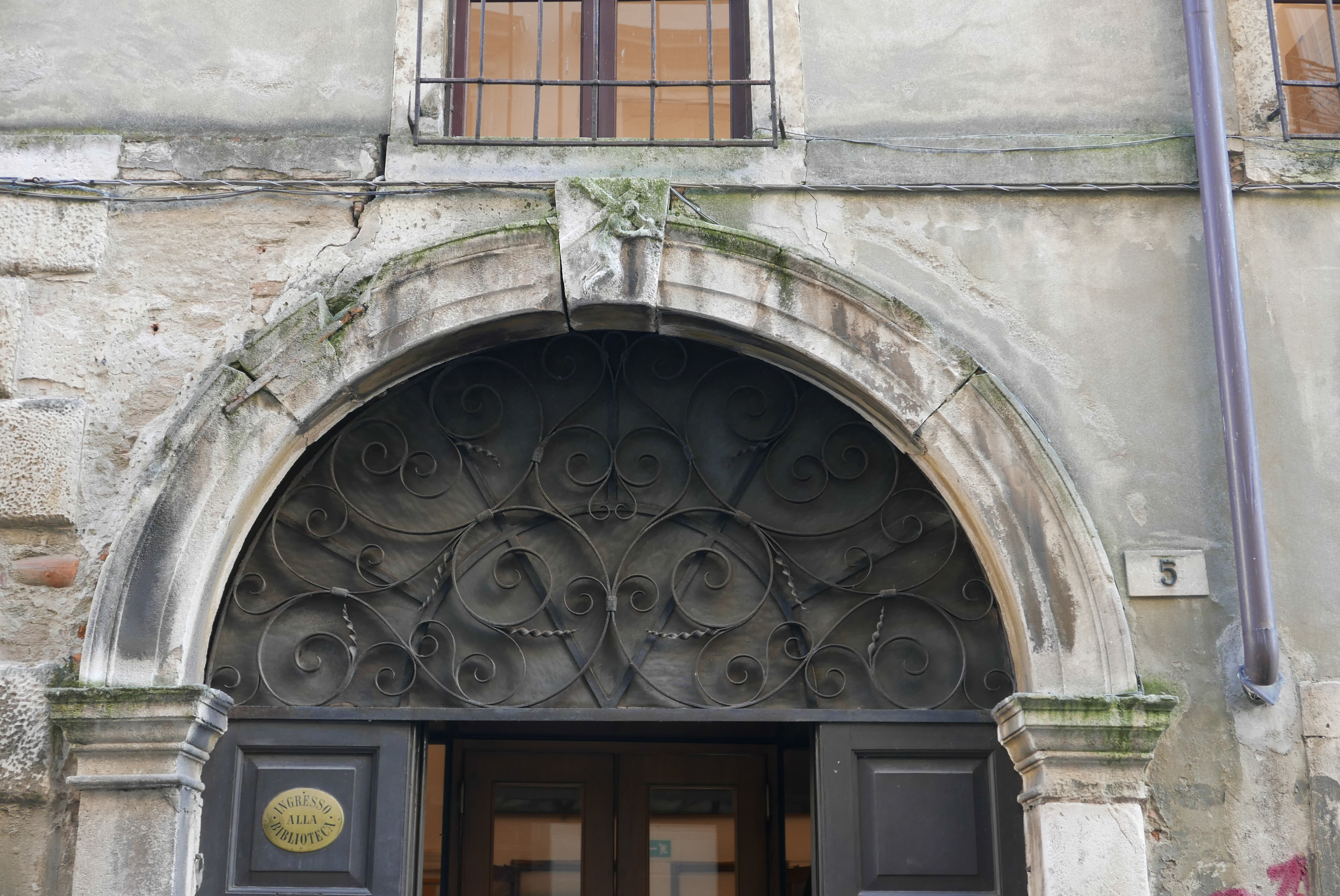
Portone del palazzo, con il simbolo del convento

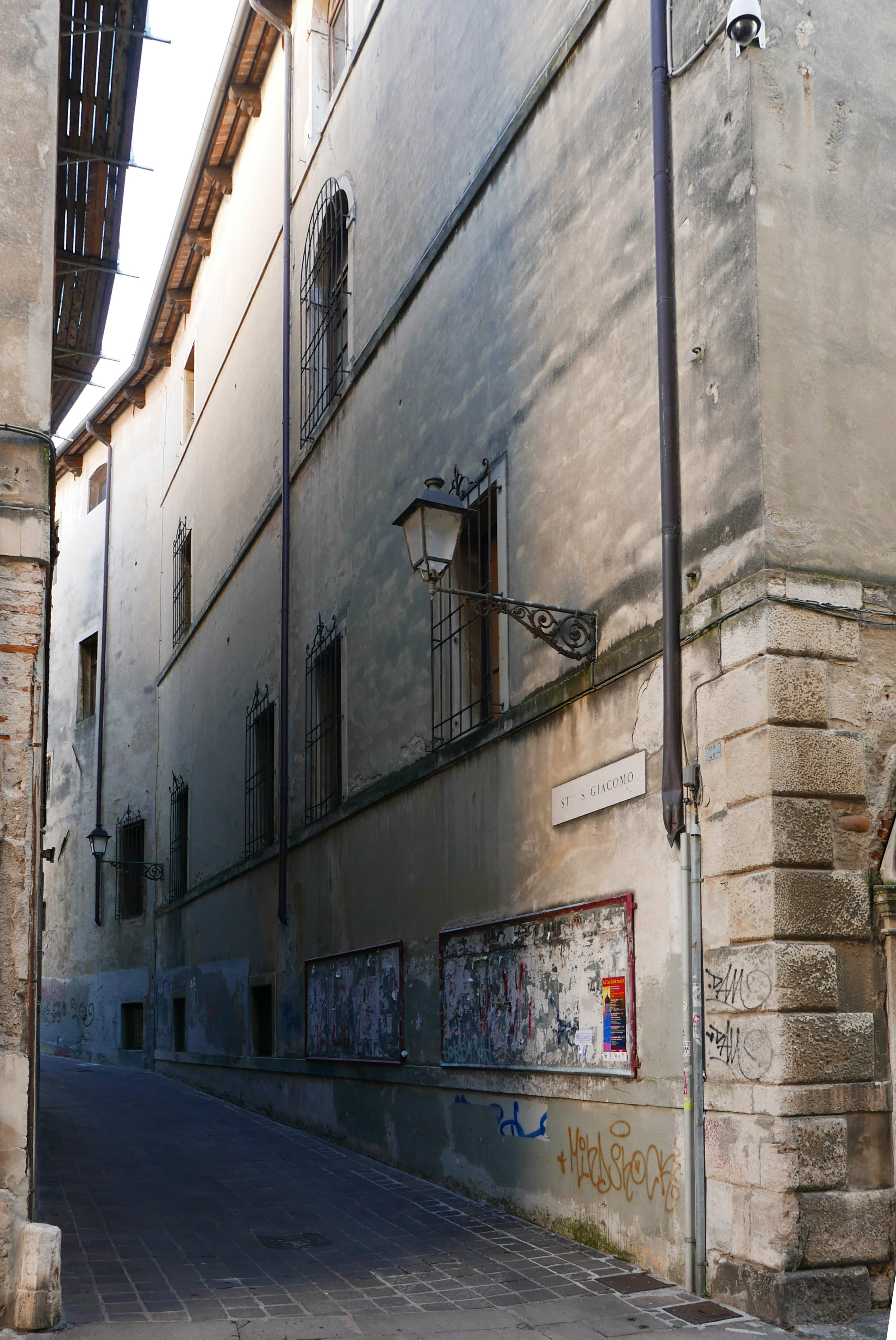
Angolo tra stradella San Giacomo e contrà Riale

Su di un'area ove nel Medioevo sorgeva il turrito palazzo dei conti di Arzignano - potente famiglia estinta con Singhelfredo II nei primi decenni del secolo XIV - e poi occupata da case dell'aristocrazia vicentina nel XV e XVI secolo, i padri Somaschi costruirono, nel corso del Seicento, il loro convento e l'annesso collegio.
I Somaschi erano stati chiamati a Vicenza dal vescovo Michele Priuli che aveva chiesto di essere aiutato nell'attuazione della riforma tridentina, servizio che svolsero in particolare come insegnanti nel seminario di nuova istituzione e come educatori negli ospedali della Misericordia e di San Valentino. Essi erano qualificati per svolgere questi compiti: all'attività iniziale per cui era sorta la congregazione - l'assistenza materiale agli orfani - se n'erano ben presto aggiunte altre, come l'insegnamento nei seminari e, soprattutto, l'istruzione dei giovani dell'aristocrazia; il gradimento e l'appoggio economico della nobiltà ne aveva favorito una rapida diffusione in varie località italiane
Oltre ad affrontare la completa ristrutturazione dell'antica cappella urbana dei Santi Giacomo e Filippo, che era stata loro assegnata dal vescovo, i Somaschi acquistarono le case dello storiografo Francesco Barbarano, del canonico Fontana e della famiglia Quinto adiacenti alla casa canonica e iniziarono la costruzione del loro convento e di un collegio. Gli imponenti lavori, però, si protrassero a lungo; iniziarono nel 1642 su disegni di Domenico Borella, cui probabilmente partecipò anche il giovane Antonio Pizzocaro, ai suoi esordi nella frangia dei muratori; non erano ancora conclusi nel 1672 quando, in una supplica al Consiglio comunale, si affermava la mancanza di risorse economiche. Tra il 1708 e il 1719 veniva eretta l'ala settentrionale verso contrà Riale e i lavori, che continuarono sotto la direzione di altri capomastri della famiglia Borella - come Carlo - e di Francesco Muttoni, si conclusero definitivamente soltanto nel 1727.
In seguito al decreto della Repubblica Veneta del 1769, che prevedeva la soppressione dei monasteri e dei conventi che non raggiungevano un certo numero di religiosi, anche quello di San Giacomo venne abbandonato dai padri Somaschi. Acquistato dalla città nel 1774, venne adibito prima a scuole civiche e in seguito a sede dell'Archivio e Camera notarile; si tentò anche di trasformare l'edificio nella sede del palazzo delle Poste e dei Telegrafi, ma il progetto fallì. Nel 1909 fu destinato a ospitare la Biblioteca civica Bertoliana, divenendone la sede storica a seguito del trasferimento da quella originaria del Palazzo del Monte di Pietà nel 1910.

## Descrizione
L'edificio supera abilmente i notevoli dislivelli dell'area; sulla facciata e sul fianco rade finestre alleggeriscono appena la struttura. Verso contrà Riale due bassi portoni centinati, disposti alle estremità, immettono al piano terreno; su quello di sinistra si nota ancora lo stemma dei Somaschi.
Il cortile del palazzo è l'antico chiostro quadrato e pensile rispetto alle strade, circondato da un portico i cui archi poggiano su pilastri ai quali si addossano semicolonne tuscaniche; al di sopra del portico, le nude pareti ripropongono il semplice schema dell'esterno.
L'interno del convento è stato ristrutturato per assolvere alla nuova funzione; radicali sono state soprattutto le trasformazioni del decennio 1949-1959. Nei vari ambienti sono collocati alcuni dipinti e sculture, in particolare il busto marmoreo (nell'atrio d'ingresso) e un ritratto di Giovanni Maria Bertolo, fondatore della biblioteca con la donazione alla città della sua cospicua raccolta libraria. Di particolare interesse anche la balaustra in ferro battuto della scala recuperata dal distrutto teatro Verdi, la sala capitolare al primo piano con il pregevole pavimento settecentesco, dove è ospitata dalla sala la sala manoscritti della biblioteca, il corridoio e alcune celle monastiche al secondo piano dell'ala sud.

## Biblioteca
La sede di Palazzo San Giacomo ospita 3 sale di lettura con 115 posti a sedere, un salottino per la lettura dei periodici, 3 lettori di microfilm, 7 postazioni per l'accesso ai cataloghi elettronici, 2 postazioni per la consultazione di cd rom e banche dati e 4 postazioni per la consultazione di Internet.